# Misgurnus fossilis

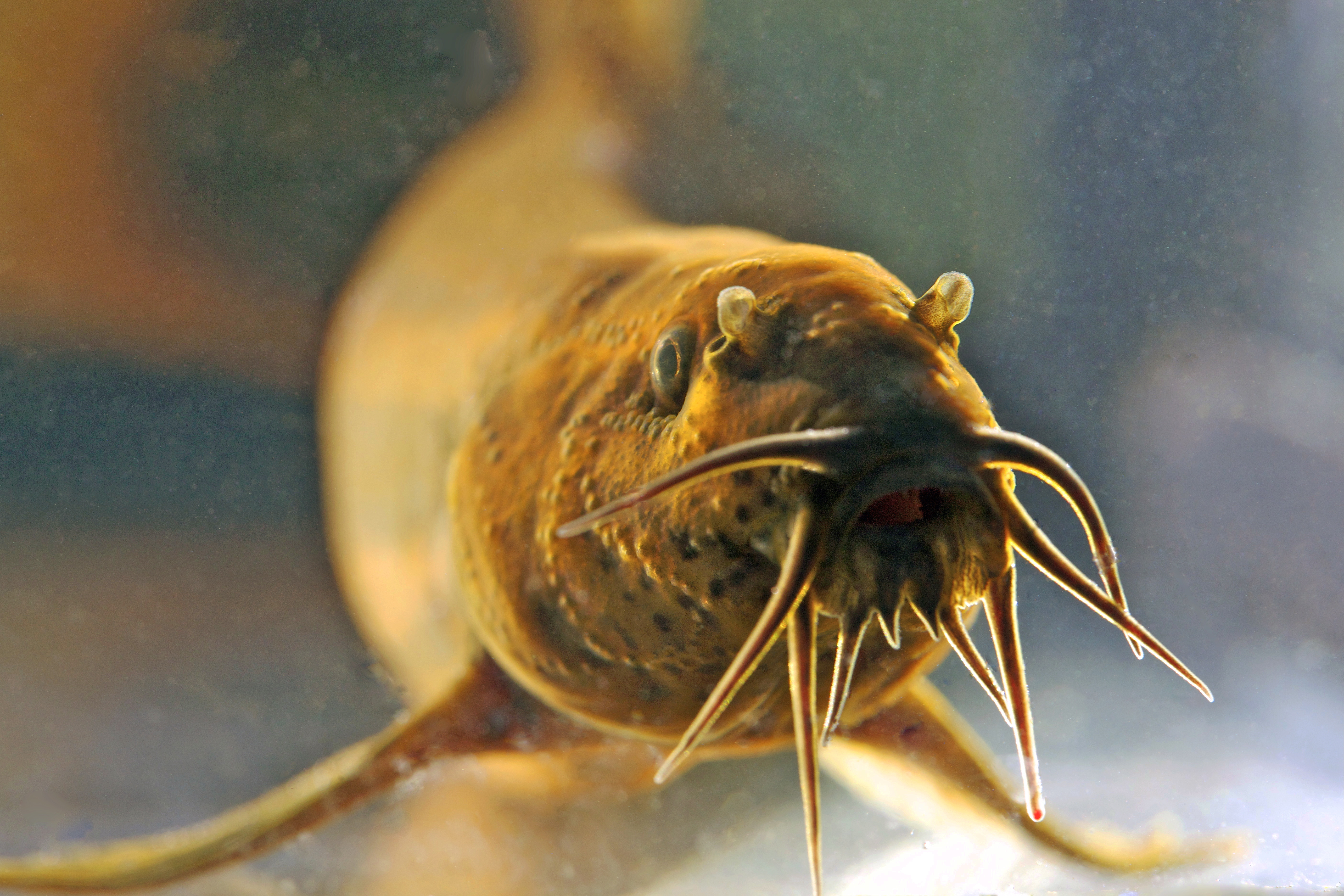
Detall del cap

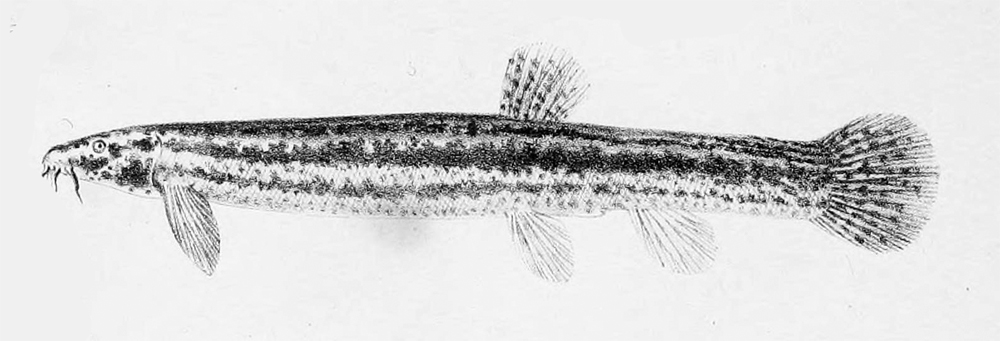
Il·lustració del 1869

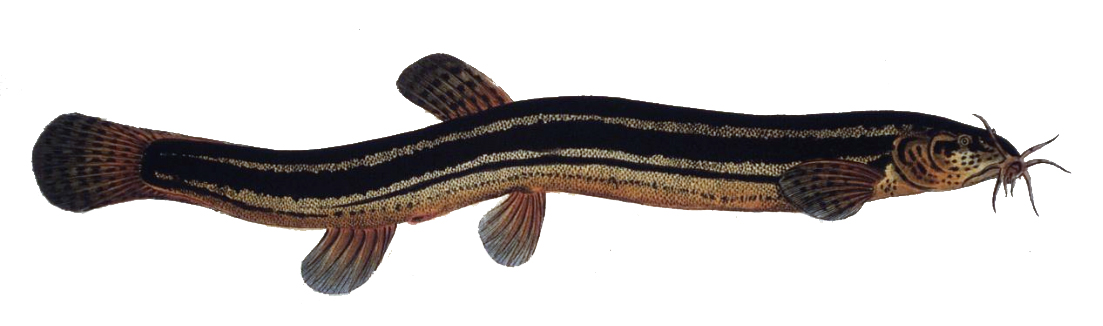
Il·lustració de finals del segle XVIII

Misgurnus fossilis és una espècie de peix de la família dels cobítids i de l'ordre dels cipriniformes.

## Morfologia
- Els mascles poden assolir 30 cm de llargària total.
- Nombre de vèrtebres: 49-50.[3][4]

## Alimentació
Menja larves d'insectes i mol·luscs petits.

## Hàbitat
Viu en zones de clima temperat entre 4 °C - 25 °C de temperatura.

## Distribució geogràfica
Es troba des de França fins a Rússia.

## Costums
S'enterra a la sorra durant el dia.

## Observacions
És sensible als contaminants que s'acumulen en els sediments.